# Инстинкт убийцы (фильм, 2001)
«Инстинкт убийцы» (англ. Instinct to Kill) — фильм-боевик режиссёра Густаво Грэф-Марино. Снят в США в 2001 году.

## Сюжет
Тэсс Бэкетт в жизни казалась чрезвычайно успешной: отлично окончила колледж, вышла замуж по большой любви. Через месяц после свадьбы муж — Джим начал немотивированно бить её, и жизнь Тэсс разительно изменилась. Она обратилась в полицию, оформила развод, но Джим сбежал из тюрьмы и начал предпринимать попытки вернуть Тэсс. Знакомые направили женщину к инструктору по самообороне Джею Ти Диллону. Но он сможет помочь только если она сама преодолеет свой страх. Вскоре становится ясно, что остановить обезумевшего маньяка можно только самым экстремальным способом.

## В ролях
| Актёр          | Роль           |
| -------------- | -------------- |
| Марк Дакаскос  | Джей Ти Диллон |
| Мисси Крайдер  | Тэсс Бэкетт    |
| Тим Эбелл      | Джим Бэкетт    |
| Кадим Хардисон | Лэнс Диффорд   |
| Джилл Якобсон  | Арлин          |